# The Jean Genie
The Jean Genie is een nummer van Britse muzikant David Bowie, uitgebracht als single in 1972 als voorproefje van zijn album Aladdin Sane uit 1973.

## Achtergrond
Bowie schreef het nummer in de herfst van 1972 in New York, waar hij tijd doorbracht met het Andy Warhol-model Cyrinda Foxe. Later zei hij hierover: "Ik schreef het nummer voor haar plezier in haar appartement. Sexy meid." De originele singlemix van het album is gemixt in mono, terwijl de albumversie in stereo is.
De gitaarriff uit het nummer is vaak vergeleken met The Yardbirds en met name met hun Bo Diddley-cover "I'm a Man", terwijl de tekst vaak is vergeleken met de 'gestileerde smerigheid' van The Velvet Underground. Het nummer was deels geïnspireerd op Bowie's vriend Iggy Pop, of in Bowie's eigen woorden: "een Iggy-achtig karakter, maar het was niet echt Iggy." De regel "He's so simple minded, he can't drive his module" gaf later de naam aan de band Simple Minds. De titel was een zinspeling op de Franse schrijver Jean Genet.
In Nederland werd de plaat veel gedraaid op de zeezender Radio Veronica en de publieke popzender Hilversum 3. De plaat bereikte de 6e positie in de Nederlandse Top 40 en de 5e positie in de Hilversum 3 Top 30. In België bereikte de plaat de 26e positie in de Vlaamse Ultratop 50 en de 7e positie in de Vlaamse Radio 2 Top 30.

## Videoclip
De videoclip van het nummer werd geregisseerd door Mick Rock in oktober 1972 in San Francisco, waarbij concert- en studiobeelden van Bowie en The Spiders from Mars werden gecombineerd met beelden van Bowie en Cyrinda Foxe bij het Mars Hotel. Bowie wilde in de videoclip "Ziggy als een soort van Hollywood-straatrat" met een "vrouw van het type Marilyn Monroe" uitbeelden.
Bowie nam het nummer ook op voor het programma Top of the Pops in een optreden dat op 4 januari 1973 werd uitgezonden. In tegenstelling tot de meeste andere opnamen voor het programma in die tijd nam de hele band het nummer live op, waarbij Mick Ronson een lange gitaarsolo speelde. De opnamen van dit programma werden na de uitzending verwijderd, en pas in december 2011 werd de opname van het nummer teruggevonden.

## Tracklijst
1. "The Jean Genie" - 4:02
2. "Ziggy Stardust" - 3:13

- Op de Amerikaanse release stond "Hang On to Yourself" op de B-kant van de single, terwijl de Japanse editie "John, I'm Only Dancing" gebruikte.

## Muzikanten
- David Bowie: zang, elektrische gitaar, mondharmonica
- Mick Ronson: elektrische gitaar, achtergrondzang
- Trevor Bolder: basgitaar
- Mick "Woody" Woodmansey: drums
- Aynsley Dunbar: percussie

## Hitnoteringen

### Nederlandse Top 40
| Hitnotering: 17-02-1973 t/m 14-04-1973 | Hitnotering: 17-02-1973 t/m 14-04-1973 | Hitnotering: 17-02-1973 t/m 14-04-1973 | Hitnotering: 17-02-1973 t/m 14-04-1973 | Hitnotering: 17-02-1973 t/m 14-04-1973 | Hitnotering: 17-02-1973 t/m 14-04-1973 | Hitnotering: 17-02-1973 t/m 14-04-1973 | Hitnotering: 17-02-1973 t/m 14-04-1973 | Hitnotering: 17-02-1973 t/m 14-04-1973 | Hitnotering: 17-02-1973 t/m 14-04-1973 | Hitnotering: 17-02-1973 t/m 14-04-1973 |
| Week:                                  | 1                                      | 2                                      | 3                                      | 4                                      | 5                                      | 6                                      | 7                                      | 8                                      | 9                                      |                                        |
| -------------------------------------- | -------------------------------------- | -------------------------------------- | -------------------------------------- | -------------------------------------- | -------------------------------------- | -------------------------------------- | -------------------------------------- | -------------------------------------- | -------------------------------------- | -------------------------------------- |
| Positie:                               | 31                                     | 15                                     | 10                                     | 7                                      | 8                                      | 13                                     | 24                                     | 34                                     | 39                                     | uit                                    |

### Hilversum 3 Top 30
| Hitnotering: 17-02-1973 t/m 31-03-1973 | Hitnotering: 17-02-1973 t/m 31-03-1973 | Hitnotering: 17-02-1973 t/m 31-03-1973 | Hitnotering: 17-02-1973 t/m 31-03-1973 | Hitnotering: 17-02-1973 t/m 31-03-1973 | Hitnotering: 17-02-1973 t/m 31-03-1973 | Hitnotering: 17-02-1973 t/m 31-03-1973 | Hitnotering: 17-02-1973 t/m 31-03-1973 | Hitnotering: 17-02-1973 t/m 31-03-1973 |
| Week:                                  | 1                                      | 2                                      | 3                                      | 4                                      | 5                                      | 6                                      | 7                                      |                                        |
| -------------------------------------- | -------------------------------------- | -------------------------------------- | -------------------------------------- | -------------------------------------- | -------------------------------------- | -------------------------------------- | -------------------------------------- | -------------------------------------- |
| Positie:                               | 21                                     | 14                                     | 10                                     | 5                                      | 7                                      | 11                                     | 22                                     | uit                                    |

### NPO Radio 2 Top 2000
| Nummer met noteringen in de NPO Radio 2 Top 2000 | '00 | '01  | '02 | '03  | '04  | '05  | '06  | '07  | '08  | '09  | '10  | '11  | '12  | '13  | '14  | '15  | '16 | '17  | '18  | '19  | '20  |
| ------------------------------------------------ | --- | ---- | --- | ---- | ---- | ---- | ---- | ---- | ---- | ---- | ---- | ---- | ---- | ---- | ---- | ---- | --- | ---- | ---- | ---- | ---- |
| The Jean Genie                                   | 868 | 1272 | 952 | 1048 | 1285 | 1491 | 1420 | 1736 | 1390 | 1320 | 1359 | 1540 | 1351 | 1391 | 1287 | 1529 | 856 | 1237 | 1560 | 1749 | 1913 |

1. ↑  Een vetgedrukt getal geeft de hoogste notering aan.
2. ↑  2000 was het eerste jaar met een notering voor dit nummer.
3. ↑  Deze tabel is bijgewerkt tot en met de laatste editie (2024).